# Cardite
Cardites são inflamações de diversos tipos desencadeadas por microorganismos ou não, de natureza aguda ou crônica (moderada mas sempre presente). Quase sempre afeta o pericárdio (pericardite), o miocárdio (miocardite) ou o endocárdio (endocardite). Na cardite é raro haver alguma dessas condições acima ocorrer isoladamente.
Uma das mais importantes e conhecidas doenças relacionadas é a Doença de Chagas, uma miocardite crônica.